# American Economic Association
American Economic Association (AEA) er en amerikansk videnskabelig forening for økonomer. Foreningen har hovedsæde i Nashville, Tennessee. Den udgiver et af de mest prestigefyldte akademiske tidsskrifter inden for økonomi: American Economic Review. AEA blev etableret i 1885 i Saratoga, New York af yngre progressive økonomer, der var uddannet i den tyske historiske skole, herunder Richard T. Ely og Edwin Robert Anderson Seligman; siden 1900 har foreningen været domineret af akademikere.
Foreningens formål er: 1) fremme af økonomisk forskning, især historiske og statistiske undersøgelser; 2) udgivelse af publikationer om økonomiske emner; 3) fremme af fuldkommen frihed i diskussioner om økonomiske spørgsmål. Foreningen som sådan tager ikke stilling i konkrete økonomiske diskusisoner, ligesom den heller ikke vil forpligte sine medlemmer til noget standpunkt i sådanne sager. Den nuværende formand er Olivier Blanchard fra Peterson Institute for International Economics.
Tidligere var foreningens medlemmer primært undervisere og forskere i økonomi på colleges og universiteter. I dag tiltrækker foreningen et stigende antal medlemmer fra erhvervslivet. Foreningen har omkring 18.000 medlemmer, hvoraf over halvdelen er universitetsansatte. Omkring 15% er ansat i private virksomheder, mens de allerfleste resterende arbejder i den offentlige forvaltning på forbunds-, delstats- eller lokalt niveau eller for non-profit-organisationer.

## Aktiviteter
I mange år var AEA kendt for at udgive tre økonomiske tidsskrifter med hver sin profil: American Economic Review, Journal of Economic Literature og Journal of Economic Perspectives (som er tilgængelig online gratis). I 2009 udvidede foreningen sine tidsskrifts-aktiviteter ved at påbegynde udgivelsen af fire nye område-specifikke tidsskrifter, der samlet kaldes American Economic Journal (AEJ). De fire områder, der er omfattet af AEJ, er anvendt økonomi, økonomisk politik, makroøkonomi og mikroøkonomi. AEA uddeler hvert år en pris for den bedste artikel (Best Paper Award) i hvert af de fire tidsskrifter.
AEA vedligeholder også EconLit, AEA's elektroniske bibliografi. Det er et omfattende indeks over fagfællebedømte tidsskriftartikler, bøger, boganmeldelser, konferencebind, arbejdspapirer og ph.d.-afhandlinger. EconLit samler 125 års økonomiske litteratur fra hele verden. Den følger JEL-klassificeringen fra Journal of Economic Literature.
AEA sponsorerer RFE: Resources for Economists on the Internet, en online-kilde, der er tilgængelig for offentligheden uden abonnement. Den katalogiserer 2,000+ internetsider opdelt i 97 afsnit og under-underafsnit. RFE opdateres i øjeblikket en gang om måneden.
AEA afholder i samarbejde med over 50 foreninger indenfor beslægtede discipliner en årlig tre-dages konference, hvor deltagerne fremlægger forskningspapirer om generelle økonomiske emner. Konferencen rummer omkring 500 videnskabelige delsessioner. Mange universiteter og lignende akademiske arbejdsgivere anvender samtidig konferencen til at holde jobsamtaler med diverse ansøgere.
Hvert år anerkender AEA forskningsbidragene over hele karriereforløbet for fire økonomer ved at udnævne dem til ''Distinguished Fellows''. Foreningen uddeler også årligt John Bates Clark-medaljen for fremragende forskningsresultater i økonomi til en forsker under 40 år; den omtales ofte som "Baby-Nobelprisen," idet mange af modtagerne senere bliver Nobelpristagere. Den seneste vinder (2017) er Dave Donaldson.

## Foreningens formænd
Formændene for foreningen i tidens løb omfatter:
- 2018 Olivier Blanchard
- 2017 Alvin E. Roth
- 2016 Robert J. Shiller
- 2015 Richard Thaler
- 2014 William D. Nordhaus
- 2013 Claudia Goldin
- 2012 Christopher A. Sims
- 2011 Orley C. Ashenfelter
- 2010 Robert E. Hall
- 2009 Angus S. Deaton
- 2008 Avinash K. Dixit
- 2007 Thomas J. Sargent
- 2006 George A. Akerlof
- 2005 Daniel L. McFadden
- 2004 Martin S. Feldstein
- 2003 Peter A. Diamond
- 2002 Robert E. Lucas, Jr.
- 2001 Sherwin Rosen
- 2000 Dale W. Jorgenson
- 1999 D. Gale Johnson
- 1998 Robert W. Fogel
- 1997 Arnold C. Harberger
- 1996 Anne O. Krueger (anden kvindelige formand)
- 1995 Victor R. Fuchs
- 1994 Amartya K. Sen
- 1993 Zvi Griliches
- 1992 William S. Vickrey
- 1991 Thomas C. Schelling
- 1990 Gérard Debreu
- 1989 Joseph A. Pechman
- 1988 Robert Eisner
- 1987 Gary S. Becker
- 1986 Alice M. Rivlin (første kvindelige formand)
- 1985 Charles P. Kindleberger
- 1984 Charles L. Schultze
- 1983 W. Arthur Lewis
- 1982 H. Gardner Ackley
- 1981 William J. Baumol
- 1980 Moses Abramovitz
- 1979 Robert M. Solow
- 1978 Tjalling C. Koopmans (Jacob Marschak døde før sin tiltræden.)
- 1977 Lawrence R. Klein
- 1976 Franco Modigliani
- 1975 Robert Aaron Gordon
- 1974 Walter W. Heller
- 1973 Kenneth J. Arrow
- 1972 John Kenneth Galbraith
- 1971 James Tobin
- 1970 Wassily Leontief
- 1969 William J. Fellner
- 1968 Kenneth E. Boulding
- 1967 Milton Friedman
- 1966 Fritz Machlup
- 1965 Joseph J. Spengler
- 1964 George J. Stigler
- 1963 Gottfried Haberler
- 1962 Edward S. Mason
- 1961 Paul A. Samuelson
- 1960 Theodore W. Schultz
- 1959 Arthur F. Burns
- 1958 George W. Stocking
- 1957 Morris A. Copeland
- 1956 Edwin E. Witte
- 1955 John D. Black
- 1954 Simon Kuznets
- 1953 Calvin B. Hoover
- 1952 Harold A. Innis
- 1951 John H. Williams
- 1950 Frank H. Knight
- 1949 Howard S. Ellis
- 1948 Joseph A. Schumpeter
- 1947 Paul H. Douglas
- 1946 Goldenweiser, Emanuel Alexandrovich
- 1945 Sharfman, Isaiah Leo
- 1944 Joseph S. Davis
- 1943 Albert B. Wolfe
- 1942 Edwin G. Nourse
- 1941 Sumner H. Slichter
- 1940 Frederick C. Mills
- 1939 Jacob Viner
- 1938 Alvin H. Hansen
- 1937 Oliver W. Sprague
- 1936 Alvin S. Johnson
- 1935 John Maurice Clark
- 1934 Harry A. Millis
- 1933 William Z. Ripley
- 1932 George E. Barnett
- 1931 Ernest L. Bogart
- 1930 Matthew B. Hammond
- 1929 Edwin Francis Gay
- 1928 Fred M. Taylor
- 1927 Thomas Sewall Adams
- 1926 Edwin W. Kemmerer
- 1925 Allyn A. Young
- 1924 Wesley C. Mitchell
- 1923 Carl C. Plehn
- 1922 Henry Rogers Seager
- 1921 Jacob H. Hollander
- 1920 Herbert J. Davenport
- 1919 Henry B. Gardner
- 1918 Irving Fisher
- 1917 John R. Commons
- 1916 Thomas N. Carver
- 1915 Walter F. Willcox
- 1914 John H. Gray
- 1913 David Kinley
- 1912 Frank A. Fetter
- 1911 Henry W. Farnam
- 1910 Edmund J. James
- 1909 Davis R. Dewey
- 1908 Simon N. Patten
- 1906—07 Jeremiah Jenks
- 1904—05 Frank W. Taussig
- 1902—03 Edwin Robert Anderson Seligman
- 1900—01 Richard T. Ely
- 1898—99 Arthur Twining Hadley
- 1896-97 Henry Carter Adams
- 1894—95 John B. Clark
- 1893 Charles Franklin Dunbar
- 1886–92 Francis Amasa Walker

## Distinguished Fellows
AEA's Distinguished Fellows omfatter:
- 2017 James Heckman / Charles Manski / Robert Pollak / Nancy Stokey
- 2016 Richard Freeman / Glenn Loury / Julio Rotemberg / Isabel Sawhill
- 2015 Theodore Bergstrom / Gary Chamberlain / Thomas Rothenberg / Hal Varian
- 2014 Robert J. Barro / Gregory C. Chow / Robert J. Gordon / Richard Zeckhauser
- 2013 Harold Demsetz / Stanley Fischer / Jerry Hausman / Paul Joskow
- 2012 Truman F. Bewley / Marc L. Nerlove / Neil Wallace / Janet L. Yellen
- 2011 Alan Blinder / William Brainard / Daniel Kahneman / David Wise
- 2010 Elhanan Helpman / David Kreps / Martin Shubik
- 2009 Ronald Jones / Douglass North / John Pencavel
- 2008 Erwin Diewert / Dale Mortensen / Charles Plott
- 2007 Orley C. Ashenfelter / Lloyd S. Shapley / Oliver E. Williamson
- 2006 Donald J. Brown / Richard A. Easterlin / Robert B. Wilson
- 2005 Stanley L. Engerman / Michael Rothschild / Hugo F. Sonnenschein
- 2004 William D. Nordhaus / George P. Shultz / William A. Brock
- 2003 Irma Adelman / Jagdish Bhagwati / T.N. Srinivasan
- 2002 Clive Granger / Arnold Zellner
- 2001 Rudiger W. Dornbusch / Allan H. Meltzer
- 2000 Jack Hirshleifer / Edmund S. Phelps
- 1999 David Cass / John Chipman
- 1998 Alan Heston / Robert Summers
- 1997 Martin Bronfenbrenner / Gordon Tullock
- 1996 Armen A. Alchian / Robert A. Mundell
- 1995 Geoffrey H. Moore / Walter Oi
- 1994 John C. Harsanyi / Kelvin J. Lancaster
- 1993 Lionel W. McKenzie / Anna J. Schwartz
- 1992 Robert Dorfman / Vernon L. Smith
- 1991 Irving B. Kravis / Herbert E. Scarf
- 1990 Victor R. Fuchs / Merton H. Miller
- 1989 Jacob Mincer / Guy H. Orcutt
- 1988 Hendrik S. Houthakker / Roy Radner
- 1987 Arthur S. Goldberger / Thomas C. Schelling
- 1985 Joseph Pechman / Paul Rosenstein-Rodan
- 1984 Evsey D. Domar / Albert O. Hirschman
- 1983 Abram Bergson / James M. Buchanan
- 1982 Joe S. Bain / Gerard Debreu
- 1981 Edward F. Denison / H. Gregg Lewis
- 1980 Charles P. Kindleberger / Solomon Fabricant
- 1979 Margaret G. Reid / Ronald H. Coase
- 1978 Richard A. Musgrave / William S. Vickrey
- 1977 Harry G. Johnson / Leonid Hurwicz
- 1976 Oskar Morgenstern / Herbert A. Simon
- 1975 Moses Abramovitz
- 1973 Tibor Scitovsky
- 1972 Robert A. Gordon / Carl S. Shoup
- 1971 Nicholas Georgescu-Roegen / Tjalling C. Koopmans
- 1970 William Arthur Lewis
- 1969 Ludwig E. von Mises / Alexander Gerschenkron
- 1968 Lloyd A. Metzler
- 1967 Jacob Marschak
- 1966 Abba P. Lerner
- 1965 Edward H. Chamberlin / Harold Hotelling

En AEA-hjemmeside nævner alle Distinguished Fellows samt de begrundelser, som AEA siden 2004 har ledsaget udmærkelsen med.